# Мария Анна Баварская (1574—1616)
Принцесса Мария Анна Баварская (нем. Maria Anna von Bayern ; 18 декабря 1574, Мюнхен—8 марта 1616, Грац) — первая супруга эрцгерцога Фердинанда.

## Биография
Принцесса Мария Анна была старшей дочерью герцога Баварии Вильгельма V (1548—1626) и его супруги Ренаты Лотарингской (1544—1602). По отцу — внучка баварского герцога Альбрехта V и Анны Австрийской. По матери — лотарингского герцога Франциска I и Кристины Датской.
23 апреля 1600 года вышла замуж за кузена эрцгерцога Фердинанда, старшего сына своей тётки Марии Анны Баварской и Карла Штирийского. Этот брак в очередной раз скрепил связи династий Виттельсбахов и Габсбургов. Несмотря на политические мотивы, брак был счастливым. Мария Анна не вмешивалась в политические дела и скончалась до того, как её супруг стал королём Венгрии, Чехии и императором Священной Римской империи (с 1619). Похоронена в мавзолее Граца.
В 1622 году император Фердинанд II женился на принцессе Элеаноре Гонзага-Мантуанской (1598—1655).

## Дети
Супруги имели семерых детей:
- Кристина (1601)
- Карл (1603)
- Иоганн Карл (1605—1619)
- Фердинанд III (1608—1657)
- Мария Анна (1610—1665) — супруга курфюрста Баварии Максимилиана I
- Цецилия Рената (1611—1644) — супруга короля Польши Владислава IV.
- Леопольд Вильгельм (1614—1662) — 46-й великий магистр Тевтонского ордена.